# Entoloma parasericeum
Entoloma parasericeum är en svampart som beskrevs av E. Horak 2008. Entoloma parasericeum ingår i släktet Entoloma och familjen Entolomataceae.   Inga underarter finns listade i Catalogue of Life.